# Fatos Nano
Fatos Thanas Nano (Tirana, 16 de setembre de 1952) és un polític albanès que va ser primer ministre d'Albània en tres ocasions (1991, 1997-1998 i 2002-2005). Pertany al Partit Socialista d'Albània. Nano va estudiar economia política i és doctor en economia per la Universitat de Tirana. Va treballar un temps en la direcció de la siderúrgia nactional a Elbasan, va esdevenir lector a l'Institut d'Estudis Marxist-Leninista a Tiran. A la darreria dels anys 1980, va ser un dels primer a criticar obertament el partit obrer albanès PPS (Partia e Punës e Shquipërisë).
Antic líder comunista, més tard va passar a ser-ho del Partit Socialista del país, hereu de l'antic partit únic, el Partit Albanès del Treball. Nomenat primer ministre pel president Ramiz Alia l'any 1991, va haver de dimitir després de vagues i protestes massives.
L'any 1993 va ser empresonat per corrupció, però el 1997 el van alliberar quan el seu partit va arribar al poder. El 1997, després de l'esfondrament de diverses trames financeres piramidals, i dels avalots resultants que van estar a punt de provocar una guerra civil, el llavors president i enemic polític de Nano, Sali Berisha, va haver de dimitir. Malgrat una condemna a dotze anys de presó, de nou va ser elegit a la presidència del PPS.
Faç a la situació al Kosovë, té una actitud ambivalent: li desplau que una part de la nació albanesa sigui sota control de Sèrbia, però tampoc veu amb un mal ull que Kosovë independent escapi al seu control. Aquell mateix any, després de les eleccions generals, Nano va ser nomenat primer ministre pel president Rexhep Meidani, tot i que va haver de tornar a dimitir el 1998 per culpa de les protestes que van seguir a l'assassinat d'un líder de l'oposició, Azem Hajdari. Acusen Nano d'haver organitzat aquest assassinat.
Nano va ser nomenat primer ministre per tercer cop el 25 de juliol de 2002 pel president Alfred Moisiu. El febrer de 2004, es van convocar dues grans manifestacions de fins a 20.000 persones, en què es demanava novament la dimissió de Nano per la mala gestió econòmica del país.
La principal font sobre els primers anys de la carrera de Nanos, és l'autobiografia escrita per la seva exparella Rexhina Nano Të jetosh kohën (‘Per viure el temps’).